# Loi Mancino
En Italie, la loi du 25 juin 1993, n. 205 (legge 25 giugno 1993, n. 205), surnommée loi Mancino, sanctionne les phrases, les gestes, les actions et les slogans incitant à la haine, à la violence et à la discrimination basées sur des critères de race, d'ethnie, de religion ou de nationalité. La loi punit également l'utilisation d'emblèmes ou de symboles xénophobes et racistes.
Elle trouve son origine dans le décret-loi du 26 avril 1993, n. 122, qui après amendements a été adopté comme loi. Elle doit son surnom au proposant de la loi : Nicola Mancino, qui était à l'époque ministre de l'Intérieur de la République italienne.
Cette loi constitue le principal instrument législatif pour la répression des crimes de haine et les incitations à la haine.

### Documentation
- Roberto Pasella, « La répression des phénomènes d'intolérance raciale en droit pénal italien », dans Revue internationale de droit pénal, vol. 73, 2002 (lire en ligne), p. 215-221.